# KV37
KV37 (Kings' Valley no. 37) ist ein altägyptisches Grab im Tal der Könige. Der Grabinhaber ist unbekannt. Der Lage und dem Plan nach handelt es sich wahrscheinlich um ein königliches Grab. Es wird in die Regierungszeit von König (Pharao) Thutmosis III. (18. Dynastie, Neues Reich) datiert. Funde deuten darauf hin, dass es von Grabräubern als Vorratskammer benutzt wurde.

## Erforschung und Publikation
Die Entdeckung von KV37 wird 1899 Victor Loret zugeschrieben, nachdem es 1825 von James Burton und 1889 von Eugène Lefébure besucht wurde. Lefébure fertigte erste Pläne an, während die Ausgrabungen 1899 von Loret für den Service des Antiquités, den heutigen Supreme Council of Antiquities (SCA), durchgeführt wurden. Die Ergebnisse der Ausgrabungen wurden von Georges Daressy in Fouilles des la Vallée des Roi 1898–1899 publiziert. In den 60er Jahren folgten weitere Untersuchungen durch Elizabeth Thomas.

## Lage und Architektur

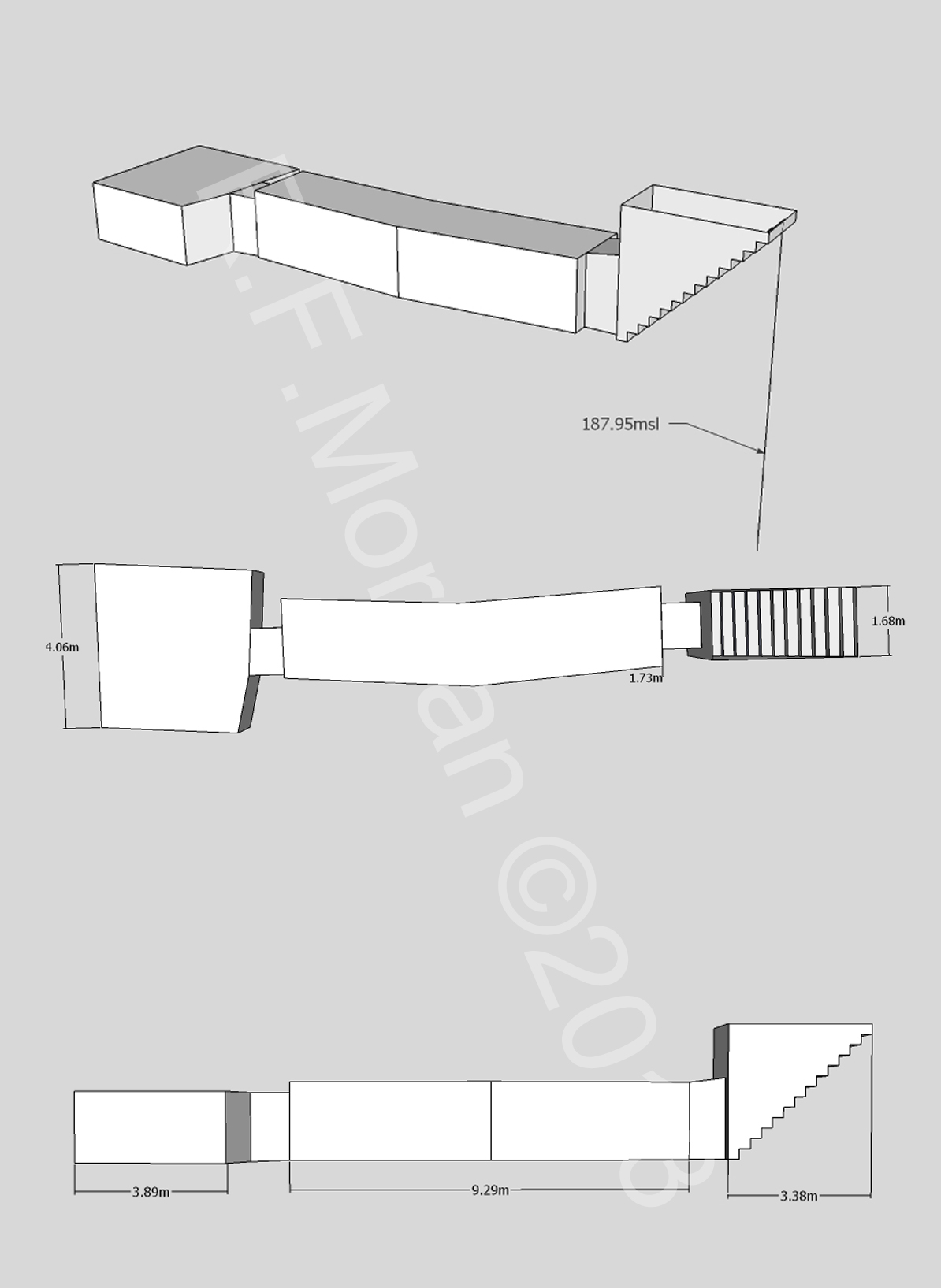
Isometrische Darstellung, Grundriss und Schnittzeichnung des Grabes

KV37 liegt unterhalb von KV34, dem Grab von Thutmosis III. Das komplett undekorierte Grab besteht aus einem Eingang mit Stufen, der über einen Korridor in eine Grabkammer führt.

## Funde und Deutung
Zu den Funden im Grab gehören menschliche Überreste in Form von Knochenfragmenten, große, weiße Vorratskrüge sowie Skulpturen und Schriftstücke. Victor Loret fand bei seinen Ausgrabungsarbeiten eine mumienförmige Holzstatuette sowie Sockelfragmente mit dem Namen von Thutmosis IV., ein Reibholz zum Feueranzünden sowie 33 Ostraka und ein Gefäßfragment, das den Namen von Sethos I. trägt.
Die gefundenen Gegenstände deuten auf Nachbestattungen hin, können jedoch auch bedeuten, dass das Grab zu einem bestimmten Zeitpunkt, ähnlich wie KV4, das Grab Ramses XI., als „Werkstatt“ benutzt wurde. Aufgrund der unterschiedlichen Funde vermutete Elizabeth Thomas, dass KV37 von Grabräubern als Vorratskammer verwendet wurde.